# هوسیوس کوردوبا
هوسیوس کوردوبا (انگلیسی: Hosius of Corduba؛ ۲۵۶ – ۳۵۹) کشیش کاتولیک، و اسقف کوردوبا (اسپانیا) اهل روم باستان بود.
یکی از مدافعان مهم و برجسته هم‌گوهری مسیحیت در مناقشه آریان که مسیحیت اولیه را تقسیم کرد بود.
او احتمالاً ریاست شورای اول نیقیه و همچنین ریاست شورای سردیکا را بر عهده داشت.
پس از لاکتانتیوس، او نزدیک‌ترین مشاور مسیحی امپراتور کنستانتین بزرگ بود و محتوای گفته‌های عمومی، مانند خطاب کنستانتین به مقدسین، خطاب به اسقف‌های جمع‌آوری شده را هدایت می‌کرد.